# Districtes congressuals dels Estats Units
La següent és una llista completa dels districtes congressuals per a la representació en la Cambra de Representants dels Estats Units. Les quantitats límits dels districtes són determinades en cada cens, encara que en alguns casos els estats han canviat els límits en més d'una vegada durant un cens. Aquesta llista inclou als 435 actuals i els 200 districtes obsolets. També inclou als 11 futurs districtes a ser creats pel 113è Congrés per als estats que van guanyar escons al Congrés. Per exemple, des que es va fer el Cens de 2000, Nebraska tenia tres districtes, anteriorment va tenir sis. Texas actualment té 32 districtes, però agregarà quatre nous districtes a causa dels canvis en el cens de 2010.

Límits de la redistribució de districtes començant el 110è Congrés.

Canvi en la redistribució dels districtes, des de 2003 al 2013, com a resultat del Cens de 2000.

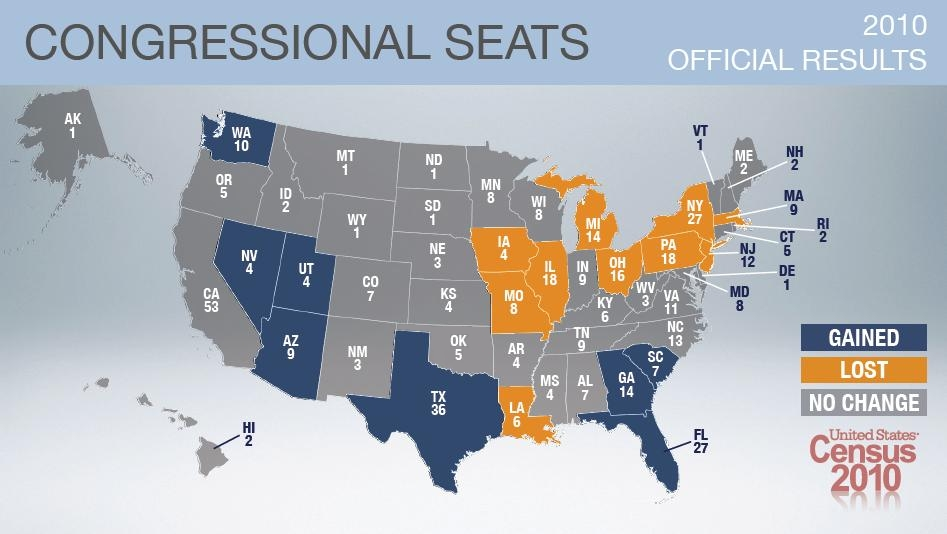
Canvi en la distribució dels districtes, començant el 2013, com a resultat del Cens de 2010.

## Llista de districtes

### Alabama
- 1r districte congressual
- 2n districte congressual
- 3r districte congressual
- 4t districte congressual
- 5è districte congressual
- 6è districte congressual
- 7è districte congressual

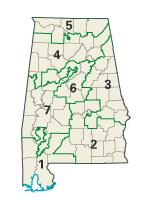
Els districtes després de 2003

- 8è districte congressual, Obsolet després del cens de 1970
- 9è districte congressual, Obsolet després del cens de 1960
- 10è districte congressual, Obsolet després del cens de 1930
- Districte congressual únic, Obsolet després de 1917
- Districte congressual únic del territori d'Alabama, Obsolet després que Alabama es va convertir en un estat

### Alaska

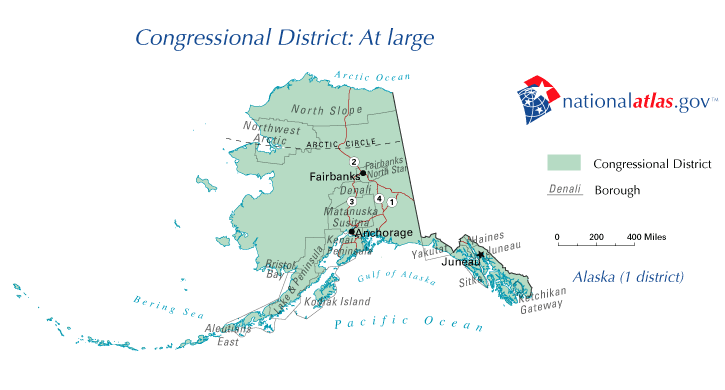
El districte d'Alaska

- Districte congressual únic
- Districte congressual únic del territori d'Alaska, Obsolet després que Alaska es va convertir en un estat

### Arizona
- 1r districte congressual
- 2n districte congressual
- 3r districte congressual
- 4t districte congressual
- 5è districte congressual
- 6è districte congressual
- 7è districte congressual
- 8è districte congressual
- 9è districte congressual (2013)

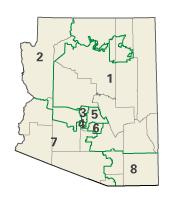
Els districtes després de 2003

- Districte congressual únic, Obsolet després de 1949
- Districte congressual únic del territori d'Arizona, Obsolet després que Arizona es va convertir en un estat

### Arkansas
- 1r districte congressual
- 2n districte congressual
- 3r districte congressual
- 4t districte congressual

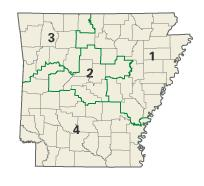
Els districtes d'Arkansas després de 2003

- 5è districte congressual, Obsolet després del cens de 1950
- 6è districte congressual, Obsolet després del cens de 1950
- 7è districte congressual, Obsolet després del cens de 1940
- Districte congressual únic, Obsolet després de 1949
- Districte congressual únic de territoire d'Arkansas, Obsolet després que Arkansas es va convertir en un estat

### Califòrnia
| | | |  |
| - 1r districte congressual - 2n districte congressual - 3r districte congressual - 4t districte congressual - 5è districte congressual - 6è districte congressual - 7è districte congressual - 8è districte congressual - 9è districte congressual - 10è districte congressual - 11è districte congressual - 12è districte congressual - 13è districte congressual - 14è districte congressual - 15è districte congressual - 16è districte congressual - 17è districte congressual - 18è districte congressual | - 19è districte congressual - 20è districte congressual - 21è districte congressual - 22è districte congressual - 23è districte congressual - 24è districte congressual - 25è districte congressual - 26è districte congressual - 27è districte congressual - 28è districte congressual - 29è districte congressual - 30è districte congressual - 31è districte congressual - 32è districte congressual - 33è districte congressual - 34è districte congressual - 35è districte congressual - 36è districte congressual | - 37è Districte congressual - 38è Districte congressual - 39è Districte congressual - 40è Districte congressual - 41è Districte congressual - 42è Districte congressual - 43è Districte congressual - 44è Districte congressual - 45è Districte congressual - 46è Districte congressual - 47è Districte congressual - 48è Districte congressual - 49è Districte congressual - 50è Districte congressual - 51è Districte congressual - 52è Districte congressual - 53è Districte congressual - Districte congressual únic, Obsolet després de 1885 |  |

### Carolina del Nord
| | |  |  |
| - 1r districte congressual - 2n districte congressual - 3r districte congressual - 4t districte congressual - 5è districte congressual - 6è districte congressual - 7è districte congressual | - 8è districte congressual - 9è districte congressual - 10è districte congressual - 11è districte congressual - 12è districte congressual - 13è districte congressual |  |  |

### Carolina del Sud
- 1r districte congressual
- 2n districte congressual
- 3r districte congressual
- 4t districte congressual
- 5è districte congressual
- 6è districte congressual

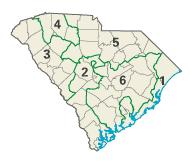
Els districtes després de 2003

- 7è districte congressual, Obsolet després del cens de 1930
- 8è districte congressual, Obsolet després del cens de 1840
- 9è districte congressual, Obsolet després del cens de 1840

### Colorado
- 1r districte congressual
- 2n districte congressual
- 3r districte congressual
- 4t districte congressual
- 5è districte congressual
- 6è districte congressual
- 7è districte congressual

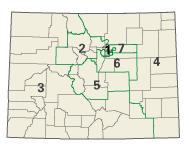
Els districtes després de 2003

- Districte congressual únic, Obsolet després de 1915
- Districte congressual únic del territori de Colorado, Obsolet després que Colorado es va convertir en un estat en 1876

### Connecticut
- 1r districte congressual
- 2n districte congressual
- 3r districte congressual
- 4t districte congressual
- 5è districte congressual

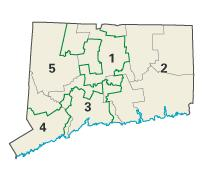
Els districtes després de 2003

- 6è districte congressual, Obsolet després del cens de 2000
- Districte congressual únic, Obsolet després de 1965

### Dakota del Nord
- Districte congressual únic
- 2n districte congressual, Obsolet després del cens de 1970
- 3r districte congressual, Obsolet després del cens de 1930

### Dakota del Sud
- Districte congressual únic

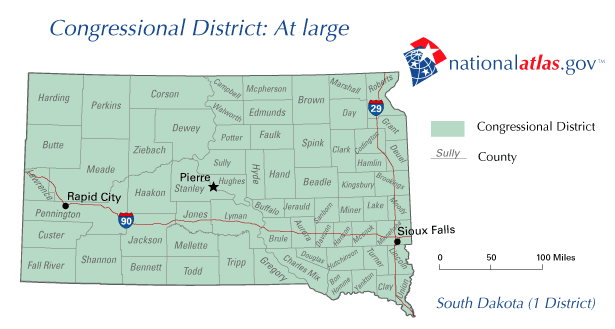
Els districtes després de 2003

- 1r districte congressual, Obsolet després del cens de 1980
- 2n districte congressual, Obsolet després del cens de 1980
- 3r districte congressual, Obsolet després del cens de 1930

### Delaware

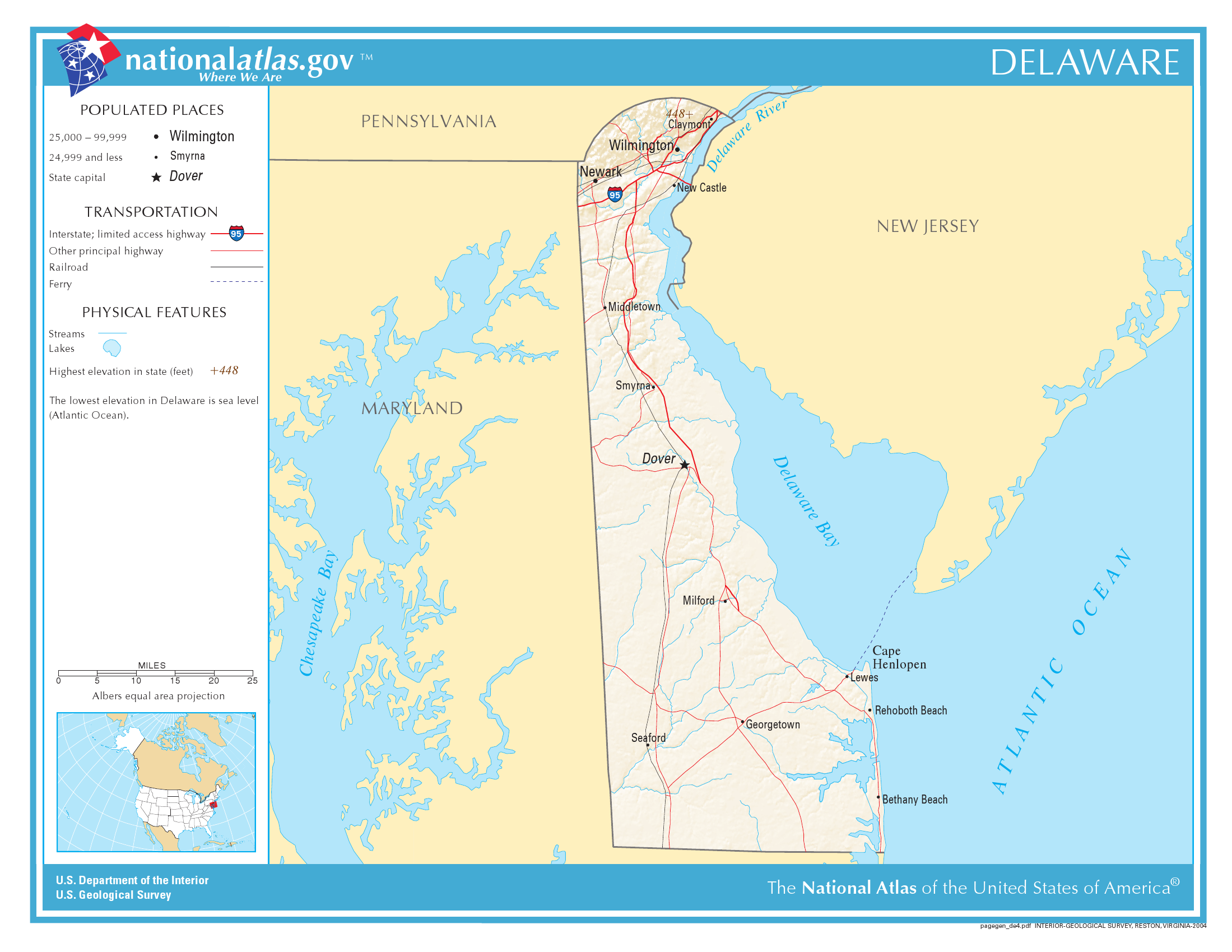

- Districte congressual únic (1r), el districte més antic del país. Des de 1787 mai ha canviat de grandària ni forma.

De 1813 a 1823, Delaware tenia dos representants — tots dos triats per mètode únic per escrutini del mateix districte de l'estat.

### District of Columbia
Vegeu també:Delegacions sense vot

### Florida
| | |  |
| - 1r districte congressual - 2n districte congressual - 3r districte congressual - 4t districte congressual - 5e districte congressual - 6è districte congressual - 7è districte congressual - 8è districte congressual - 9è districte congressual - 10è districte congressual - 11è districte congressual - 12è districte congressual - 13è districte congressual - 14è districte congressual - 15è districte congressual | - 16è districte congressual - 17è districte congressual - 18è districte congressual - 19è districte congressual - 20è districte congressual - 21è districte congressual - 22è districte congressual - 23è districte congressual - 24è districte congressual - 25è districte congressual - 26è districte congressual - 27è districte congressual - Districte congressual únic, Obsolet després de 1937 - Districte congressual únic del territori de Florida, Obsolet després que la Florida es va convertir en un estat |  |

### Geòrgia
- 1r districte congressual
- 2n districte congressual
- 3r districte congressual
- 4t districte congressual
- 5è districte congressual
- 6è districte congressual
- 7è districte congressual
- 8è districte congressual
- 9è districte congressual
- 10è districte congressual
- 11è districte congressual
- 12è districte congressual
- 13è districte congressual

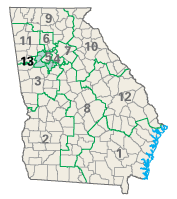
Els districtes de Geòrgia van ser reorganitzats en 2007.

- Districte congressual únic, Obsolet després de 1885.

### Hawaii
- 1r districte congressual
- 2n districte congressual

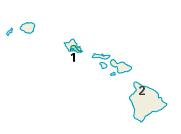
Els districtes de Hawaii després de 2003.

- Districte congressual únic, Obsolet després de 1971
- Districte congressual únic de territoire de Hawaii, Obsolet després que Hawaii es va convertir en un estat

### Idaho
- 1r districte congressual
- 2n districte congressual

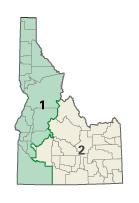
Els districtes d'Idaho després 2003.

- Districte congressual únic, Obsolet després de 1919
- Districte congressual únic del territori d'Idaho, Obsolet després que Idaho es convertís en estat

### Illinois
| - 1r districte congressual - 2n districte congressual - 3r districte congressual - 4t districte congressual - 5è districte congressual - 6è districte congressual - 7è districte congressual - 8è districte congressual - 9è districte congressual - 10è districte congressual - 11è districte congressual - 12è districte congressual - 13è districte congressual - 14è districte congressual | - 15è districte congressual - 16è districte congressual - 17è districte congressual - 18è districte congressual - 19è districte congressual, Obsolet després del cens de 2010 - 20è districte congressual, Obsolet després del cens de 2000 - 21è districte congressual, Obsolet després del cens de 1990 - 22è districte congressual, Obsolet després del cens de 1990 - 23è districte congressual, Obsolet després del cens de 1980 - 24è districte congressual, Obsolet després del cens de 1980 - 25è districte congressual, Obsolet després del cens de 1960 - 26è districte congressual, Obsolet després del cens de 1950 - Districte congressual únic, obsolet després de 1949 - Districte congressual únic del territori d'Illinois, Obsolet després del 3 décembre 1818 |

### Indiana
| | |  |
| - 1r districte congressual - 2n districte congressual - 3r districte congressual - 4t districte congressual - 5è districte congressual - 6è districte congressual - 7è districte congressual | - 8è districte congressual - 9è districte congressual - 10è districte congressual, Obsolet després del cens de 2000 - 11è districte congressual, Obsolet després del cens de 1980 - 12è districte congressual, Obsolet després del cens de 1940 - 13è districte congressual, Obsolet després del cens de 1930 - Districte congressual únic del territori d'Indiana, Obsolet després de l'11 décembre 1816 |  |

### Iowa
| | |  |
| - 1r districte congressual - 2n districte congressual - 3r districte congressual - 4t districte congressual - 5è districte congressual, Obsolet després del cens de 2010 - 6è districte congressual, Obsolet després del cens de 1990 | - 7è districte congressual, Obsolet després del cens de 1970 - 8è districte congressual, Obsolet després del cens de 1960 - 9è districte congressual, Obsolet després del cens de 1940 - 10è districte congressual, Obsolet després del cens de 1930 - 11è districte congressual, Obsolet després del cens de 1930 - Districte congressual únic, Obsolet després de 1847 |  |

### Kansas
- 1r districte congressual
- 2n districte congressual
- 3r districte congressual
- 4t districte congressual
- 5è districte congressual, Obsolet després del cens de 1990
- 6è districte congressual, Obsolet després del cens de 1960
- 7è districte congressual, Obsolet després del cens de 1940
- 8è districte congressual, Obsolet després del cens de 1930
- Districte congressual únic, obsolet
- Districte congressual únic del territori de Kansas, obsolet

### Kentucky
| | |  |
| - 1r districte congressual - 2n districte congressual - 3r districte congressual - 4t districte congressual - 5è districte congressual - 6è districte congressual | - 7è districte congressual, Obsolet després del cens de 1990 - 8è districte congressual, Obsolet després del cens de 1960 - 9è districte congressual, Obsolet després del cens de 1950 - 10è districte congressual, Obsolet després del cens de 1930 - 11è districte congressual, Obsolet després del cens de 1930 - 12è districte congressual, Obsolet després del cens de 1840 - 13è districte congressual, Obsolet després del cens de 1840 |  |

### Louisiana
- 1r districte congressual
- 2n districte congressual
- 3r districte congressual
- 4t districte congressual
- 5è districte congressual
- 6è districte congressual

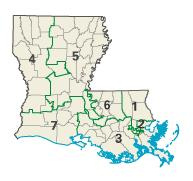
Els districtes de Louisiana, abans del cens de 2010

- 7è districte congressual, Obsolet després del cens de 2010
- 8è districte congressual, Obsolet després del cens de 1990
- Districte congressual únic, Obsolet després de 1875.

### Maine
- 1r districte congressual
- 2n districte congressual

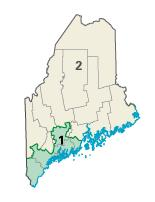
Els districtes de Maine.

- 3r districte congressual, Obsolet després del cens de 1960
- 4t districte congressual, Obsolet després del cens de 1930
- 5è districte congressual, Obsolet després del cens de 1880
- 6è districte congressual, Obsolet després del cens de 1860
- 7è districte congressual, Obsolet després del cens de 1850
- 8è districte congressual, Obsolet després del cens de 1840
- Districte congressual únic, va existir breument entre 1820 a 1821 i des de 1883 a 1885

### Maryland
- 1r districte congressual
- 2n districte congressual
- 3r districte congressual
- 4t districte congressual
- 5è districte congressual
- 6e districte congressual
- 7è districte congressual

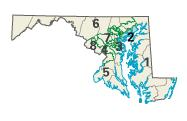
Els districtes de Maryland

- 8è districte congressual, creat una altra vegada en el cens de 2010 (estava obsolet des del cens de 1990)
- Districte congressual únic, 1943 a 1947.

### Massachusetts
| | |  |
| - 1r districte congressual - 2n districte congressual - 3r districte congressual - 4t districte congressual - 5è districte congressual - 6è districte congressual - 7è districte congressual - 8è districte congressual - 9è districte congressual - 10è districte congressual, Obsolet després del cens de 2010 | - 11è districte congressual, Obsolet després del cens de 1990 - 12è districte congressual, Obsolet després del cens de 1980 - 13è districte congressual, Obsolet després del cens de 1960 - 14è districte congressual, Obsolet després del cens de 1960 - 15è districte congressual, Obsolet després del cens de 1940 - 16è districte congressual, Obsolet després del cens de 1930 - 17è districte congressual, Obsolet després que va ser transferit a Maine en 1820 - 18è districte congressual, Obsolet després que va ser transferit a Maine en 1820 - 19è districte congressual, Obsolet després que va ser transferit a Maine en 1820 - 20è districte congressual, Obsolet després que va ser transferit a Maine en 1820 - Districte congressual únic, solament entre 1793 a 1795. |  |

### Michigan
| | |  |
| - 1r districte congressual - 2n districte congressual - 3r districte congressual - 4t districte congressual - 5è districte congressual - 6è districte congressual - 7è districte congressual - 8è districte congressual - 9è districte congressual - 10è districte congressual | - 11è districte congressual - 12è districte congressual - 13è districte congressual - 14è districte congressual - 15è districte congressual, Obsolet després del cens de 2010 - 16è districte congressual, Obsolet després del cens de 2000 - 17è districte congressual, Obsolet després del cens de 1990 - 18è districte congressual, Obsolet després del cens de 1990 - 19è districte congressual, Obsolet després del cens de 1980 - Districte congressual únic del territori de Míchigan, Obsolet després de 1837 |  |

### Minnesota
- 1r districte congressual
- 2n districte congressual
- 3r districte congressual
- 4t districte congressual
- 5è districte congressual
- 6è districte congressual
- 7è districte congressual
- 8è districte congressual

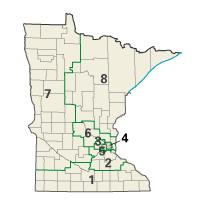
Els districtes després de 2003

- 9è districte congressual, Obsolet després del cens de 1960
- 10è districte congressual, Obsolet després del cens de 1930

### Mississipi
- 1r districte congressual
- 2n districte congressual
- 3r districte congressual
- 4t districte congressual

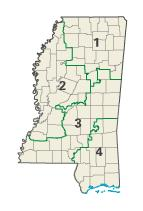
Els districtes després de 2003

- 5è districte congressual, Obsolet després del cens de 2000
- 6è districte congressual, Obsolet després del cens de 1960
- 7è districte congressual, Obsolet després del cens de 1950
- 8è districte congressual, Obsolet després del cens de 1930

### Missouri
| | |  |
| - 1r districte congressual - 2n districte congressual - 3r districte congressual - 4t districte congressual - 5è districte congressual - 6è districte congressual - 7è districte congressual - 8è districte congressual - 9è districte congressual, Obsolet després del cens de 2010 | - 10è districte congressual, Obsolet després del cens de 1980 - 11è districte congressual, Obsolet després del cens de 1960 - 12è districte congressual, Obsolet després del cens de 1950 - 13è districte congressual, Obsolet després del cens de 1950 - 14è districte congressual, Obsolet després del cens de 1930 - 15è districte congressual, Obsolet després del cens de 1930 - 16è districte congressual, Obsolet després del cens de 1930 - Districte congressual únic, Obsolet després de 3 janvier 1935 - Districte congressual únic del territori de Missouri, obsolet després que Missouri es va convertir en un estat en 1821 |  |

### Montana
- Districte congressual únic
- 1r districte congressual, Obsolet després del cens de 1990
- 2n districte congressual, Obsolet després del cens de 1990

### Nebraska
- 1r districte congressual
- 2n districte congressual
- 3r districte congressual

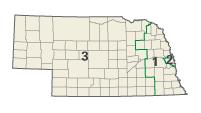
Els districtes després de 2003

- 4t districte congressual, Obsolet després del cens de 1960
- 5è districte congressual, Obsolet després del cens de 1940
- 6è districte congressual, Obsolet després del cens de 1930

### Nevada

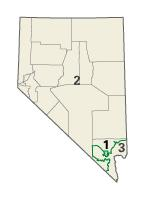
Els districtes després de 2003

- 1r districte congressual
- 2n districte congressual
- 3r districte congressual

### Nou Hampshire
- 1r districte congressual
- 2n districte congressual

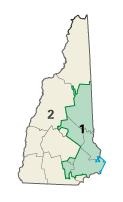
Els districtes després de 2003

- 3r districte congressual, Obsolet després del cens de 1880
- 4t districte congressual, Obsolet després del cens de 1850
- Districte congressual únic, reemplaçat en 1847

### Nova Jersey
| | |  |
| - 1r districte congressual - 2n districte congressual - 3r districte congressual - 4t districte congressual - 5è districte congressual - 6è districte congressual - 7è districte congressual - 8è districte congressual | - 9è districte congressual - 10è districte congressual - 11è districte congressual - 12è districte congressual - 13è districte congressual, Obsolet després del cens de 2010 - 14è districte congressual, Obsolet després del cens de 1990 - 15è districte congressual, Obsolet després del cens de 1980 - Districte congressual únic, Obsolet després de 1843 |  |

### Nova York
| | |  |  |
| - 1r districte congressual - 2n districte congressual - 3r districte congressual - 4t districte congressual - 5è districte congressual - 6è districte congressual - 7è districte congressual - 8è districte congressual - 9è districte congressual - 10è districte congressual - 11è districte congressual - 12è districte congressual - 13è districte congressual - 14è districte congressual - 15è districte congressual - 16è districte congressual - 17è districte congressual - 18è districte congressual - 19è districte congressual - 20è districte congressual - 21è districte congressual - 22è districte congressual - 23è districte congressual | - 24è districte congressual - 25è districte congressual - 26è districte congressual - 27è districte congressual - 28è districte congressual, Obsolet després del cens de 2010 - 29è districte congressual, Obsolet després del cens de 2010 - 30è districte congressual, Obsolet després del cens de 2000 - 31è districte congressual, Obsolet després del cens de 2000 - 32è districte congressual, Obsolet després del cens de 1990 - 33è districte congressual, Obsolet després del cens de 1990 - 34è districte congressual, Obsolet després del cens de 1990 - 35è districte congressual, Obsolet després del cens de 1980 - 36è districte congressual, Obsolet després del cens de 1980 - 37è districte congressual, Obsolet després del cens de 1980 - 38è districte congressual, Obsolet després del cens de 1980 - 39è districte congressual, Obsolet després del cens de 1980 - 40è districte congressual, Obsolet després del cens de 1970 - 41è districte congressual, Obsolet després del cens de 1970 - 42è districte congressual, Obsolet després del cens de 1960 - 43è districte congressual, Obsolet després del cens de 1960 - 44è districte congressual, Obsolet després del cens de 1950 - 45è districte congressual, Obsolet després del cens de 1950 - Districte congressual únic, Obsolet després de 1945 |  |  |

### Nou Mèxic

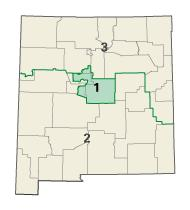
Els districtes després de 2003

- 1r districte congressual
- 2n districte congressual
- 3r districte congressual

### Ohio
| | |  |
| - 1r districte congressual - 2n districte congressual - 3r districte congressual - 4t districte congressual - 5è districte congressual - 6è districte congressual - 7è districte congressual - 8è districte congressual - 9è districte congressual - 10è districte congressual - 11è districte congressual - 12è districte congressual - 13.º Districte congressual | - 14è districte congressual - 15è districte congressual - 16è districte congressual - 17è districte congressual, Obsolet després del cens de 2010 - 18è districte congressual, Obsolet després del cens de 2010 - 19è districte congressual, Obsolet després del cens de 2000 - 20è districte congressual, Obsolet després del cens de 1990 - 21è districte congressual, Obsolet després del cens de 1990 - 22è districte congressual, Obsolet després del cens de 1980 - 23è districte congressual, Obsolet després del cens de 1980 - 24è districte congressual, Obsolet després del cens de 1970 - Districte congressual únic, Obsolet després de 3 janvier 1965 |  |

### Oklahoma
- 1r districte congressual
- 2n districte congressual
- 3r districte congressual
- 4t districte congressual
- 5è districte congressual

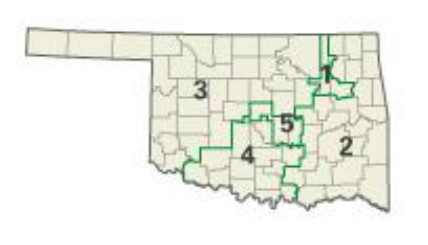
Els districtes després de 2003

- 6è districte congressual, Obsolet després del cens de 2000
- 7è districte congressual, Obsolet després del cens de 1950
- 8è districte congressual, Obsolet després del cens de 1950
- 9è districte congressual, Obsolet després del cens de 1940
- Districte congressual únic, utilitzat solament entre 1913 a 1915
- Districte congressual únic de territoire d'Oklahoma, Obsolet després que Oklahoma es va convertir en un estat

### Oregon
- 1r districte congressual
- 2n districte congressual
- 3r districte congressual
- 4t districte congressual
- 5è districte congressual

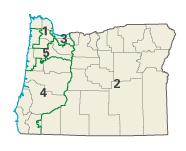
Els districtes després de 2003

- Districte congressual únic, Obsolet després de 3 març 1893
- Districte congressual únic del territori d'Oregon, Obsolet després que Oregon es va convertir en un estat

### Pennsilvània
| | |  |  |
| - 1r districte congressual - 2n districte congressual - 3r districte congressual - 4t districte congressual - 5è districte congressual - 6è districte congressual - 7è districte congressual - 8è districte congressual - 9è districte congressual - 10è districte congressual - 11è districte congressual - 12è districte congressual - 13è districte congressual - 14è districte congressual - 15è districte congressual - 16è districte congressual - 17è districte congressual - 18è districte congressual - 19è districte congressual, Obsolet després del cens de 2010 | - 20è districte congressual, Obsolet després del cens de 2000 - 21è districte congressual, Obsolet després del cens de 2000 - 22è districte congressual, Obsolet després del cens de 1990 - 23è districte congressual, Obsolet després del cens de 1990 - 24è districte congressual, Obsolet després del cens de 1980 - 25è districte congressual, Obsolet després del cens de 1980 - 26è districte congressual, Obsolet després del cens de 1970 - 27è districte congressual, Obsolet després del cens de 1970 - 28è districte congressual, Obsolet després del cens de 1960 - 29è districte congressual, Obsolet després del cens de 1960 - 30è districte congressual, Obsolet després del cens de 1960 - 31è districte congressual, Obsolet després del cens de 1950 - 32è districte congressual, Obsolet després del cens de 1950 - 33è districte congressual, Obsolet després del cens de 1950 - 34è districte congressual, Obsolet després del cens de 1940 - 35è districte congressual, Obsolet després del cens de 1930 - 36è districte congressual, Obsolet després del cens de 1930 - Districte congressual únic, Obsolet després de 1795 |  |  |

### Rhode Island
- 1r districte congressual
- 2n districte congressual

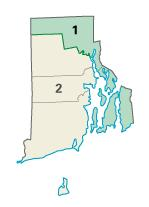
Els districtes després de 2003

- 3r districte congressual, Obsolet després del cens de 1930
- Districte congressual únic, Obsolet després de 3 març 1843

### Tennessee
- 1r districte congressual
- 2n districte congressual
- 3r districte congressual
- 4t districte congressual
- 5è districte congressual
- 6è districte congressual
- 7è districte congressual
- 8è districte congressual
- 9è districte congressual

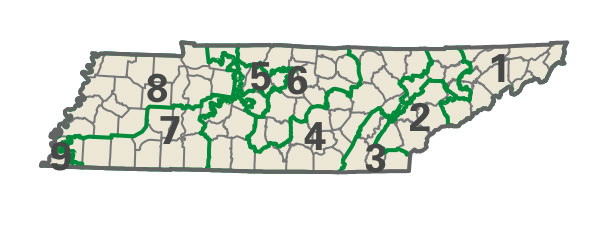
Els districtes després de 2003

- 10è districte congressual, Obsolet després del cens de 1950
- 11è districte congressual, Obsolet després del cens de 1850
- 12è districte congressual, Obsolet després del cens de 1840
- 13è districte congressual, Obsolet després del cens de 1840

### Texas
| - 1r districte congressual - 2n districte congressual - 3r districte congressual - 4t districte congressual - 5è districte congressual - 6è districte congressual - 7è districte congressual - 8è districte congressual - 9è districte congressual - 10è districte congressual - 11è districte congressual | - 12è districte congressual - 13è districte congressual - 14è districte congressual - 15è districte congressual - 16è districte congressual - 17è districte congressual - 18è districte congressual - 19è districte congressual - 20è districte congressual - 21è districte congressual - 22è districte congressual | - 23è districte congressual - 24è districte congressual - 25è districte congressual - 26è districte congressual - 27è districte congressual - 28è districte congressual - 29è districte congressual - 30è districte congressual - 31è districte congressual - 32è districte congressual - 33è districte congressual | - 34è districte congressual - 35è districte congressual - 36è districte congressual |

### Utah
- 1r districte congressual
- 2n districte congressual
- 3r districte congressual
- 4t districte congressual

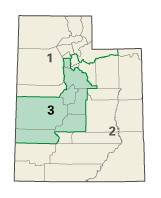
Els districtes després de 2003

- Districte congressual únic, Obsolet després que se li atorgués un segon escó l'any 1913.
- Districte congressual únic del territori de Utah, Obsolet després que Utah es convertís en estat l'any 1896.

### Vermont
- Districte congressual únic

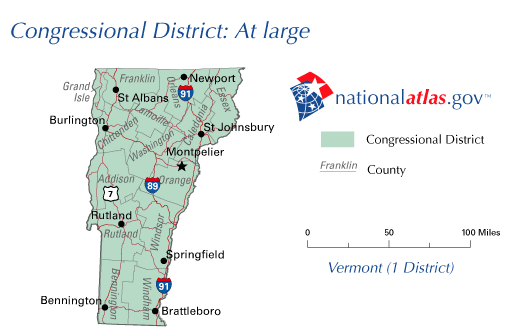
Els districtes després de 2003

- 1r districte congressual, Obsolet després del cens de 1930
- 2n districte congressual, Obsolet després del cens de 1930
- 3r districte congressual, Obsolet després del cens de 1880
- 4t districte congressual, Obsolet després del cens de 1850
- 5è districte congressual, Obsolet després del cens de 1840
- 6è districte congressual, Obsolet després del cens de 1820

### Virgínia
| | |  |
| - 1r districte congressual - 2n districte congressual - 3r districte congressual - 4t districte congressual - 5è districte congressual - 6è districte congressual - 7è districte congressual - 8è districte congressual - 9è districte congressual - 10è districte congressual - 11è districte congressual | - 12è districte congressual, Obsolet després del cens de 1860 - 13è districte congressual, Obsolet després del cens de 1860 - 14è districte congressual, Obsolet després del cens de 1850 - 15è districte congressual, Obsolet després del cens de 1850 - 16è districte congressual, Obsolet després del cens de 1840 - 17è districte congressual, Obsolet després del cens de 1840 - 18è districte congressual, Obsolet després del cens de 1840 - 19è districte congressual, Obsolet després del cens de 1840 - 20è districte congressual, Obsolet després del cens de 1840 - 21è districte congressual, Obsolet després del cens de 1840 - 22è districte congressual, Obsolet després del cens de 1830 - 23è districte congressual, Obsolet després del cens de 1820 - Districte congressual únic, Obsolet després del cens de 1935 |  |

### Virgínia de l'Oest
- 1r districte congressual
- 2n districte congressual
- 3r districte congressual

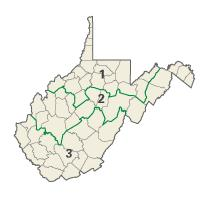
Els districtes després de 2003

- 4t districte congressual, Obsolet després del cens de 1990
- 5è districte congressual, Obsolet després del cens de 1970
- 6è districte congressual, Obsolet després del cens de 1960

### Washington

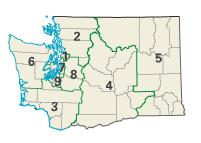
Els districtes de Washington

- 1r districte congressual
- 2n districte congressual
- 3r districte congressual
- 4t districte congressual
- 5è districte congressual
- 6è districte congressual
- 7è districte congressual
- 8è districte congressual
- 9è districte congressual

### Wisconsin
- 1r districte congressual
- 2n districte congressual
- 3r districte congressual
- 4t districte congressual
- 5è districte congressual
- 6è districte congressual
- 7è districte congressual
- 8è districte congressual

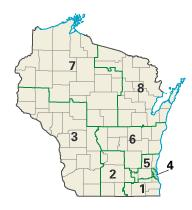
Els districtes després de 2003

- 9è districte congressual, Obsolet després del cens de 2000
- 10è districte congressual, Obsolet després del cens de 1970
- 11è districte congressual, Obsolet després del cens de 1930
- Districte congressual únic del territori de Wisconsin, Obsolet després del 29 de maig de 1848

### Wyoming
- Districte congressual únic